# Passerelle du Parc des Expositions de Bruxelles
Dans le but d’agrandir la superficie du site des expositions et de faciliter l’accès par l’arrière du bâtiment (pour les personnes accédant au site via le Ring de Bruxelles), la société du Parc des Expositions de Bruxelles lança dans les années 1990 un concours d’architecture pour la construction d’un patio reliant les différents palais et une passerelle joignant le parking C au patio. Ce concours fut remporté par le bureau d’architectes Samyn & Partners qui proposait une passerelle à trois travées isostatiques en bois et à parois vitrées.
La passerelle du Parc des Expositions est divisée en 3 travées isostatiques de 25,71 m de long, 10,4 m de large et 4,4 m de haut. Chaque travée est soutenue par deux treillis latéraux de type Warren en bois lamellé-collé entièrement préfabriquées en usine. Les poutres en bois, constituant le treillis, sont attachées par des assemblages en acier. La largeur de ces poutres reste constante alors que leur épaisseur varie proportionnellement avec l’effort qui les sollicite, passant de 24 cm en travée à 46 cm sur appui. Les treillis latéraux sont reliés entre eux par des poutres inférieures et des poutres supérieures. Le contreventement de la structure est assuré par des poutres en bois placées sur les membrures inférieures et supérieures ainsi que par des bracons placés à l’intérieur de la passerelle.